# Giettsávre
Giettsávre (på äldre kartor Kiettsaure) är en sjö i Arjeplogs kommun i Lappland och ingår i Piteälvens huvudavrinningsområde. Sjön har en area på 0,0652 kvadratkilometer och ligger 481 meter över havet. Giettsávre ligger i Tjeggelvas Natura 2000-område. Sjön avrinner genom ett par mindre sjöar till Lulep Tjuoiva.

## Delavrinningsområde
Giettsávre ingår i det delavrinningsområde (739172-158622) som SMHI kallar för Mynnar i 739190-158420. Medelhöjden är 487 meter över havet och ytan är 1,76 kvadratkilometer. Räknas de 4 avrinningsområdena uppströms in blir den ackumulerade arean 58,37 kvadratkilometer. Det vattendrag som avvattnar avrinningsområdet har biflödesordning 3, vilket innebär att vattnet flödar genom totalt 3 vattendrag innan det når havet efter 271 kilometer. Avrinningsområdet består mestadels av skog (96 procent). Avrinningsområdet har 0,07 kvadratkilometer vattenytor vilket ger det en sjöprocent på 3,7 procent.